# Витончений грішник
«Витончений грішник» (англ. Exquisite Sinner) — американська мелодрама режисера Філа Розена 1926 року.

## У ролях
- Конрад Нейджел — Домінік Прадо
- Рене Адоре — Сільда — циганська покоївка
- Полетт Дювал — Івонн
- Френк Курр'є — полковник
- Джордж К. Артур
- Меттью Бетц — голова циган
- Гелен Д'Елджі — сестра Домініка
- Клер Дю Брі — сестра Домініка
- Мірна Лой — жива статуя